# Clematis teretipes
Clematis teretipes är en ranunkelväxtart som beskrevs av Wen Tsai Wang. Clematis teretipes ingår i släktet klematisar, och familjen ranunkelväxter. Inga underarter finns listade i Catalogue of Life.